# Nes̄ār-e Kūchek
Nes̄ār-e Kūchek (persiska: نثار کوچک, Nes̄āreh-ye Kūchek) är en ort i Iran.   Den ligger i provinsen Khuzestan, i den västra delen av landet, 600 km sydväst om huvudstaden Teheran. Nes̄ār-e Kūchek ligger 7 meter över havet och antalet invånare är 204.
Terrängen runt Nes̄ār-e Kūchek är mycket platt. Runt Nes̄ār-e Kūchek är det ganska tätbefolkat, med 144 invånare per kvadratkilometer. Närmaste större samhälle är Ābsokheyr, 9,7 km nordväst om Nes̄ār-e Kūchek. Omgivningarna runt Nes̄ār-e Kūchek är i huvudsak ett öppet busklandskap.